# Heckler & Koch UMP
Heckler & Koch UMP (în germană Universale Maschinenpistole) este un pistol-mitralieră dezvoltat și fabricat de Heckler & Koch. Compania a dezvoltat UMP cu scopul de a înlocui Heckler & Koch MP5, deși ambele sunt încă produse. Arma a fost adoptată de numeroase țări printre care Brazilia, Canada și Statele Unite. Un număr limitat de versiuni cu calibru .45 ACP au fost achiziționate de către 5th Special Forces Group⁠(d), grup al Forțelor Armate Speciale ale SUA. Aceasta a fost utilizată și în timpul insurgenței irakiene⁠(d), fiind una din puținele pistoale-mitralieră adoptate de armata Statelor Unite în operațiunile militare recente.

## Istoric
Arma a fost proiectată în anii 1990 de Heckler & Koch (H&K), reprezentând o alternativă mai ieftină și mai ușoară la MP5. UMP a început să fie produs în 2000 și era special construit pentru armata americană și forțele de ordine deoarece MP5 nu era disponibil în variante cu calibru .45 ACP, cartușul fiind popular în Statele Unite, dar nu și în Europa. În ciuda îmbunătățirilor și costurilor reduse, aceasta nu a înlocuit pistolul-mitralieră MP5.